# Дадли, Джон, 1-й герцог Нортумберленд
Джон Да́дли, 1-й герцог Нортумберленд (англ. John Dudley, 1st Duke of Northumberland; 1504 — 22 августа 1553, Лондон) — английский генерал, адмирал и государственный деятель, возглавлявший правительство при юном короле Эдуарде VI в 1550—1553 годах и безуспешно пытавшийся посадить на английский трон после смерти короля свою невестку Джейн Грей.
Сын Эдмунда Дадли, государственного деятеля при дворе Генриха VII, казнённого Генрихом VIII, Джон стал подопечным сэра Эдварда Гилфорда в возрасте семи лет. Дадли рос в доме Гилфорда вместе со своей будущей женой Джейн, дочерью Эдварда Гилфорда, от которой у Джона было 13 детей. Дадли служил вице-адмиралом и лорд-адмиралом с 1537 по 1547 год, в течение этого периода он установил новые стандарты организации флота и стал командиром-новатором. Он также проявил большой интерес к зарубежным исследованиям. Дадли участвовал в кампаниях 1544 года в Шотландии и Франции и был одним из приближённых Генриха VIII в последние годы его правления. Он также был лидером партии религиозных реформ при дворе.

## Биография
Джон Дадли родился в аристократической семье, он был старшим сыном Эдмунда Дадли, финансового советника короля Англии Генриха VII, казнённого в 1510 году по приказу взошедшего на престол Генриха VIII, и Элизабет Грей, 6-й баронессы Лайл.
Джон стал воспитанником сэра Эдварда Гилфорда, на дочери и наследнице которого, Джейн, он и женился. Благодаря связям тестя при королевском дворе, Джон быстро делает карьеру. В 1538 году он — военный комендант и губернатор Кале, в 1542 году Генрих VIII назначает его лордом-адмиралом английского флота. Кроме этого, ему был возвращён титул виконта де Лайла, на который он имел права по материнской линии.
Во время войны с Францией в 1544 году Дадли удалось одержать несколько побед в морских сражениях в Ла-Манше, благодаря чему ему удалось добиться ещё большей благосклонности короля. 30 декабря 1546 года смертельно больной Генрих VIII вводит Дадли в Регентский совет, состоявший из 16 членов, который должен был править страной от имени 9-летнего Эдуарда VI.
28 января 1547 года король Генрих VIII скончался, и Эдвард Сеймур, дядя наследника престола Эдуарда VI, держал в тайне смерть короля до тех пор, пока не провозгласил себя лордом-протектором Англии. 4 февраля 1547 года Э. Сеймур получает титул герцога Сомерсет. Джон Дадли получает титул граф Уорик, звание королевского камериста и лорда-лейтенанта при протекторе, однако вынужден был отказаться от титула «лорда-адмирала» в пользу младшего брата лорда-протектора — Томаса Сеймура.
Участвовал также в организованной Э. Сеймуром военной кампании против Шотландии. В сентябре 1547 года принял участие в битве при Пинки-Клей. Военные успехи англичан над шотландцами были столь незначительны, что Дадли становится целью для насмешек и нападок разочарованной общественности. Тогда же появляются первые памфлеты, в которых он изображается коррумпированным и жестоким тираном.
Летом 1549 года, вследствие близорукой политики Регентского совета, в разных частях Англии вспыхивают беспорядки и религиозные волнения. Наиболее серьёзным было восстание под руководством Роберта Кета, под командованием которого был вооружённый 16-тысячный отряд, контролировавший графство Норфолк. Кет рассчитывал на поддержку руководителя Регентского совета герцога Сомерсета, который должен был, по его мнению, наказать местную сельскую аристократию, притеснявшую народ. Так как Сомерсет устранился от решения этой проблемы, в Норфолк выступил с вооружённым войском Дадли. Он разбил при Дассиндейле отряды восставших.
Так как протектор Сомерсет, желая снискать популярность среди народа, в то же время весьма высокомерно обращался с другими членами Регентского совета и даже с юным королём Эдуардом, среди придворных обозначилась оппозиция правлению Сомерсета, возглавленная Дж. Дадли и поддержанная архиепископом Томасом Кранмером. 6 октября 1549 года Сомерсет отвёз короля Эдуарда в Виндзорский дворец, 13 октября же верные Дадли войска окружили Виндзор, Сомерсет и его жена были арестованы и заключены в Тауэр. Джон Дадли объявил себя президентом Регентского совета (Lord President of the Council), отказался от титула «лорд-протектор», однако закрепил за собой важнейшие полномочия в правительстве. 10 февраля 1550 года Сомерсет был освобождён и возвращён в Регентский совет, примирение было скреплено свадьбой старшего сына Дадли с дочерью Сомерсета.
В правление Джона Дадли были прекращены войны с Францией (Булонский мир 1550 года — Булонь перешла к Франции) и Шотландией (Анжерский мир 1551), он также был инициатором сватовства малолетнего короля Эдуарда VI к Елизавете Валуа, дочери французского короля Генриха II. В своей церковной политике Дадли покровительствовал протестантам и продолжал секуляризаторскую политику Генриха VIII в отношении католической церкви. 11 октября 1551 года Дадли был пожалован королём титулом Герцог Нортумберленд. Через несколько дней после этого Дадли приказывает арестовать Эдварда Сеймура и 24 октября 1551 года начинается судебный процесс над ним — по обвинению в заговоре против власти Регентского совета. Сеймур был приговорён к смерти и 22 января 1552 года казнён.
Джон Дадли был очень близок к юному королю Эдуарду и постепенно вводил его в курс дел Регентского совета. Однако начиная с 1552 года состояние здоровья английского монарха резко ухудшилось. Эдуард заболевает оспой, а по выздоровлении — корью. Несмотря на усилия его итальянского врача Джироламо Кардано, жизнь молодого короля постоянно находилась в опасности.
В начале 1553 года Эдуард вновь тяжело простуживается и заболевает. Предвидя возможные последствия, Дадли убеждает короля изменить закон о престолонаследии от 1544 года с тем, чтобы его преемницей стала не сестра Эдуарда, католичка Мария, а внучатая племянница короля Генриха VIII, леди Джейн Грей. Для осуществления этого плана Дадли объединился с сэром Генри Греем, герцогом Саффолком, её отцом. 21 мая 1553 года Джейн Грей вышла замуж за 16-летнего сына Дадли, Гилфорда. Насколько велико было влияние самого Дадли на изменение закона о престолонаследии — неясно; известно, что эта идея отвечала настроению самого короля Эдуарда VI. Через три недели, уже смертельно больной, Эдуард в присутствии Дадли объявляет членам Регентского совета об изменении порядка престолонаследия таким образом, что обе его сестры, Мария и Елизавета, исключались из числа возможных претендентов на трон Англии.
Перед смертью Эдуард пожелал видеть своих сестёр, но и Мария, и Елизавета, опасаясь ареста, в Лондон не явились. 6 июля 1553 года король Эдуард VI скончался.
Дадли скрыл его смерть и направил войска арестовать его сестру Марию, однако начал действовать с опозданием. Марию предупредили об опасности, и она успела бежать на север страны, в Норфолк, под защиту жившей там католической аристократии. 9 июля 1553 года леди Джейн Грей была объявлена королевой Англии. В свою очередь, 10 июля 1553 года, в Норфолке, Мария была своими приверженцами также провозглашена королевой. В ответ на это Дадли, по личному приказу королевы Джейн, во главе войск выступил против Марии в Норфолк. Однако население Англии в этом споре приняло сторону дочери и сестры королей, Марии. Войско Дадли в пути начало разбегаться, многие дезертиры перешли на сторону Марии Тюдор. В отсутствие Дадли Регентский совет в Лондоне поспешил свергнуть его власть. 18 июля 1553 года Дадли был арестован в Кембридже.
Регентский совет признал власть Марии Тюдор. Когда арестованного Дадли привезли в Лондон, толпа забрасывала его камнями и гнилыми овощами. Во время судебного процесса, на котором его судили бывшие коллеги по Регентскому совету, Дадли перешёл в католицизм и покаялся в совершённых «злодеяниях», что не спасло его жизнь. 22 августа 1553 года, при большом стечении народа, Джон Дадли был казнён на Тауэр-Хилл.
12 февраля 1554 года был казнён 17-летний Гилфорд Дадли, позднее в тот же день казнили также и 16-летнюю Джейн Грей. Другие сыновья Дадли также были приговорены к смерти, однако после длившегося полтора года заключения выпущены на свободу. Позднее Роберт Дадли, граф Лестер, был в течение длительного времени фаворитом королевы Елизаветы I.
В своей хозяйственной политике Джон Дадли олицетворял распространённый в ту эпоху тип аристократа, наживающегося на земельных спекуляциях, обогащающегося за счёт конфискованных владений католической церкви. С другой стороны, он покровительствовал развитию мореходства и морской торговли. В 1551 году Дадли основывает торговое общество — «Мистерию и компанию купцов-предпринимателей для открытия регионов, доминионов, островов и мест неизвестных» (Mystery and Company of Merchant Adventurers for the Discovery of Regions, Dominions, Islands, and Places unknow), профинансировавшую экспедицию Ричарда Ченслора, которая имела целью открытие северного «азиатского» морского пути в Америку. Ченслор доплыл до Белого моря и посетил Холмогоры. Приехав оттуда в Москву, он договорился об установлении прямых англо-российских торговых и политических отношений. Из созданного в 1552 году по инициативе Дадли общества образовалась в 1555 году Московская компания. Дадли также основал судостроительную верфь в Чатеме (на реке Мидуэй).

## В культуре
В сериале Starz «Становление Елизаветы» Джона Дадли сыграл Джейми Паркер.